# Jan Backx
Dr. Johannes Philippus (Jan) Backx (Watergraafsmeer, 5 november 1903 - Beilen, 4 juni 1982) was een havenbaron die ook een rol speelde in de verbetering van de maatschappelijke positie van de havenarbeiders en bij de wederopbouw van Rotterdam. Hij was directeur van Thomsen's Havenbedrijf en  voorzitter van de Scheepvaartvereniging-Zuid, een in 1907 opgerichte werkgeversorganisatie voor de behartiging van scheepvaart- en havenbelangen.
Het schoolschip Jan Backx is naar hem vernoemd.

## Levensloop
Jan Backx was een zoon van Cornelis Petrus Hendrikus Johannes Backx en Grietje Key. Zijn vader was stuwadoor en leidde Thomsen's Stuwadoorsbedrijf, eerst met zwager Jan en later met neef Gerrit Key. Grootvader Backx was notaris te Watergraafsmeer en stamde uiteen zeer oud Brabants geslacht.
Hij studeerde na het Erasmiaans Gymnasium in Rotterdam rechten en economie in Leiden. Hij promoveerde in 1928 op het proefschrift 'De  Rotterdamse  Haven'. 
Hij trad op 3 oktober 1929 in dienst bij het bedrijf van zijn vader, de N.V. Thomsen's Havenbedrijf. Daar begon hij van onderaf, op z'n Rotterdams 'in de put', en leerde zo zeeschepen laden en lossen.
In 1935 werd hij directeur van Thomsen's Havenbedrijf, dat hij van 200 tot 2000 personeelsleden uitbouwde.
Dat Jan Backx kon goed kon delegeren blijkt uit het feit dat hij veel initiatieven heeft genomen, maar de uitwerking ervan vaak aan anderen overgelaten. Voorbeelden:
- De opleiding van havenarbeiders bij Thomsen werd opgedragen aan C. van Woerden, later aan A.V. Vosveld.
- De dagelijkse leiding van de haven- en vervoerscholen aan H. Bos (Jan Backx-school), de Havenvakschool in 1953, de voorloper van het Scheepvaart en Transport College, aan J. van der Wiele (Prof. Ruttenschool) en aan W.Chr.H. van Zutphen (Dr. Stakenburgschool).

Hij was tweemaal kort lid van de Kamer van Koophandel en Fabrieken van Rotterdam: een aantal maanden in 1936 en in 1947.
Na zijn werkzame leven in het Rotterdamse vertrok hij naar een door hem gekochte oude boerderij in Dwingeloo.
Hij is getrouwd geweest met eerst Geertruida Jacobina Droogleever Fortuijn en later met H.F.M.E. Bennink.

### Maatschappelijke betrokkenheid
Zoals een studie over hem het omschreef: Hij zette zich in voor zijn werknemers, uitgaande van het feit dat het dagelijks bestaan van de geminachte bootwerker, de hoger geklasseerde industrie-arbeider, de modale bankbediende, de uitzichtloze kantooremployé zou moeten worden verrijkt. De mens op zijn werk en de mens thuis, in zijn verenigingsleven, met zijn hobby's, tijdens zijn schooluren of zelfstudie, zouden moeten worden geïntegreerd in één all-round persoonlijkheid. Daarmee werd hij hervormer in zijn eigen bedrijf ook leider van een gemeenschap. Niet alleen moest die gemeenschap worden opgebouwd binnen de achterlopende bedrijfstak, maar  ook daar buiten. In de sociaal-culturele vorming van de mens, in zijn vrije-tijdsbesteding,  in zijn onderwijswetenschappelijke scholing, in  zijn musische begeleiding. In alle facetten van het leven. Het werd hem door zijn beroepsgroep niet door iedereen in dank afgenomen. Hij wierp heilige huisjes omver en trapte op lange tenen.
Praktisch: De sociale verzorging van de werkers in het bedrijf kreeg steeds meer de aandacht van de bedrijfsleiding. Er kwamen nieuwe kantines, was- en kleedlokalen, het veiligheidswerk en de opleiding werden ter hand genomen. Er kwam ook een bedrijfskern, een voorloper van de ondernemingsraad, en een pensioenfonds voor het gehele vaste personeel. Hij heeft zich ingezet voor de gezinsverzorging en -hulp aan zieke vrouwen van havenarbeiders en ook voor woningbouw, zowel voor de eigen onderneming door middel van door zijn arbeiders zelfgebouwde bungalows te Rijsoord.
Hij leidde vergaderingen strak en kort en dat hij niet bang was toonde hij door leuterende werkgevers in de hoek te zetten. Bijvoorbeeld zij die 'een pensioen van f2,50 per week' voor een bootwerker, die veertig jaar had gewerkt, een mooi bedrag vonden. Hij stuurde eens een medebestuurslid, dat achter zijn rug om met de vakbonden in de haven afzonderlijk had onderhandeld, de vergaderzaal uit. Hij had in feite die bijeenkomsten niet nodig, want hij wist zelf al lang tevoren wat er moest gebeuren. Toch kon hij tijdens de loononderhandelingen, geconfronteerd met de vakbonden en hun eisen, ineens weer de aimabele voorzitter spelen en gaf dan 'alles ineens weg'. Wanneer een vergadering over de collectieve arbeidsovereenkomst dreigde te mislukken, nodigde hij de bestuurders in zijn huis te Reeuwijk uit voor een 'vertrouwensvol beraad'. In dat 'harmoniemodel' kwam dan de volgende dag de nieuwe cao tot stand.
Het bedrijf heeft in de oorlogsjaren tal van medewerkers verloren, die werden gegijzeld of in concentratiekampen opgesloten, weer anderen bij razzia's opgepakt en gedeporteerd. Laadbruggen, drijfkranen, trucks en andere stuwadoorsmateriaal werden gevorderd en naar Duitsland overgebracht. Loodsen werden in beslag genomen en dikwijls onherkenbaar omgebouwd of bij bombardementen beschadigd. Jan Backx nam deel aan het geheim beraad op de fabriek van Van Nelle onder  leiding van dr. C.H. van der Leeuw.

### Bijdrage aan wederopbouw van Rotterdam
In 1944 in het geheim voorbereid, trad hij met de  stichting 'Rotterdamsche  Gemeenschap' in  1945 naar buiten: de cultuur voor iedereen bereikbaar. Een Sociale en een Culturele Raad, Wijkraden, die centraal konden berichten wat Rotterdam nodig had; een sub-stichting 'Groen en Bloemen' om van Rotterdam een tuinstad te maken. 'Hoe bouwen wij Rotterdam?' wordt met een brochure van Jan Backs het belangrijkste door de Rotterdamsche Gemeenschap gepropageerde programmapunt.

## Instellingen, verenigingen, stichtingen, die hij in het leven riep of waaraan hij zijn steun gaf
- Stichting 'Havenbelangen';
- Havenvereeniging Rotterdam;
- Nederlandsche Maatschappij voor Nijverheid en Handel, Afdeling Rotterdam ;
- Comité ter bestrijding van de Werkloosheid;
- Nood-schouwburg 1941, samen met Mr F.J. Brevet;
- Pensioenfonds voor de Vervoer- en Havenbedrijven;
- Centrale voor Arbeidsvoorziening, later de Stichting Samenwerkende Havenbedrijven-Rotterdam, ter vervanging van de oude uit 1917 stammende Havenarbeidsreserve;
- Stichting Vervoer- en Havenopleidingen, met vijf onderwijsinstellingen, gehuisvest in drie havenscholen;
- Vakantieoorden, voor Thomsens's Havenbedrijf: 'Anneville' te Ulvenhout en voor alle havenbedrijven: 'Westerbergen' en 'Hunzebergen' in Drenthe.

## Politiek
Van 1935 tot 1940 zat hij voor de Liberale Staatspartij in de gemeenteraad van Rotterdam en daarna als lid van de Partij van de Arbeid. De politiek had niet echt zijn belangstelling. Prof.Dr. F.J.Th.Rutten, minister van Onderwijs, Kunsten en Wetenschappen 1948-1953, die na de Tweede Wereldoorlog advideur was geweest voor de Staatsmijnen in Limburg, de havens, de steenfabrieken en de banken, had hem bij de regeringsformatie in 1953 voorgedragen als minister van Sociale Zaken. Dat ging niet door omdat Jan Backx was gescheiden.

## Onderscheidingen en eerbewijzen
- 1 november 1947 Officier in de Orde van Oranje-Nassau
- 1966 Paul Nijgh-Penning[4]
- 5 april 1969 Ridder in de Orde van de Nederlandse Leeuw
- 1971 de Van Oldenbarneveltpenning bij zijn afscheid als voorzitter van de Scheepvaartvereniging-Zuid